# Club Baloncesto Lucentum Alicante 2011-2012
Questa voce raccoglie le informazioni riguardanti il Club Baloncesto Lucentum Alicante nelle competizioni ufficiali della stagione 2011-2012.

## Stagione
La stagione 2011-2012 del Club Baloncesto Lucentum Alicante è la 9ª nel massimo campionato spagnolo di pallacanestro, la Liga ACB.

## Roster
Aggiornato al 3 agosto 2021.
| Lucentum Alicante 2011-12 | Lucentum Alicante 2011-12 |
| Giocatori                 | Staff tecnico             |
| ------------------------- | ------------------------- |

| N. | Naz.                                           | Ruolo | Nome             | Anno | Alt.   | Peso   |  |
| -- | ---------------------------------------------- | ----- | ---------------- | ---- | ------ | ------ |  |
| 5  | Brasile (bandiera) · Spagna (bandiera)         | P     | Rafael Luz       | 1992 | 188 cm | 88 kg  |  |
| 6  | Spagna (bandiera)                              | P     | Nacho Ordín      | 1978 | 184 cm | 79 kg  |  |
| 7  | Spagna (bandiera)                              | AP    | Fabio Astilleros | 1994 | 190 cm |        |  |
| 8  | Spagna (bandiera)                              | AG    | Alberto Jódar    | 1991 | 204 cm | 92 kg  |  |
| 9  | Spagna (bandiera)                              | P     | Pedro Llompart   | 1982 | 185 cm | 84 kg  |  |
| 10 | Canada (bandiera)                              | G     | Andy Rautins     | 1986 | 193 cm | 88 kg  |  |
| 10 | Rep. Ceca (bandiera)                           | P     | Radovan Kouřil   | 1995 | 182 cm | 75 kg  |  |
| 11 | Spagna (bandiera)                              | G     | Álex Urtasun     | 1984 | 194 cm | 90 kg  |  |
| 11 | Spagna (bandiera)                              | G     | Germán Miñarro   | 1994 | 175 cm |        |  |
| 12 | Stati Uniti (bandiera) · Francia (bandiera)    | AP    | Ben Dewar        | 1981 | 196 cm | 90 kg  |  |
| 19 | Germania (bandiera) · Croazia (bandiera)       | AP    | Mario Stojić     | 1980 | 198 cm | 98 kg  |  |
| 21 | Stati Uniti (bandiera)                         | G     | Jeremy Hazell    | 1986 | 195 cm | 86 kg  |  |
| 23 | Costa d'Avorio (bandiera) · Francia (bandiera) | C     | Mohamed Koné     | 1981 | 211 cm | 110 kg |  |
| 24 | Stati Uniti (bandiera) · Georgia (bandiera)    | PG    | Tyrone Ellis     | 1977 | 194 cm | 85 kg  |  |
| 25 | Stati Uniti (bandiera)                         | AG    | Kyle Singler     | 1988 | 203 cm | 103 kg |  |
| 31 | Stati Uniti (bandiera) · Spagna (bandiera)     | C     | Lamont Barnes    | 1978 | 208 cm | 109 kg |  |
| 55 | Bulgaria (bandiera)                            | AG    | Kalojan Ivanov   | 1986 | 205 cm | 100 kg |  |

| Allenatore                                                                                |
| - Txus Vidorreta                                                                          |
| Assistente/i                                                                              |
| - Francisco Collado - Diego Tobalina Legenda - (C) Capitano - (IN) Inattivo - Infortunato |

## Mercato

### Sessione estiva
| Acquisti | Acquisti       | Acquisti           | Acquisti   | Acquisti |
| R.a      | Nome           | da                 | Modalità   |          |
| -------- | -------------- | ------------------ | ---------- | -------- |
| C        | Lamont Barnes  | Valladolid         | definitivo |          |
| P        | Rafael Luz     | Málaga             | prestito   |          |
| AP       | Ben Dewar      | Le Mans            | definitivo |          |
| AG       | Kalojan Ivanov | Siviglia           | definitivo |          |
| G        | Jeremy Hazell  | Seton Hall Pirates | definitivo |          |
| AG       | Alberto Jódar  | Real Madrid B      | definitivo |          |
| C        | Mohamed Koné   | San Sebastián      | definitivo |          |
| AG       | Kyle Singler   | Duke Blue Devils   | definitivo |          |
| P        | Radovan Kouřil | Moravska Ostrava   | definitivo |          |

| Cessioni | Cessioni                 | Cessioni       | Cessioni       | Cessioni |
| R.       | Nome                     | a              | Modalità       |          |
| -------- | ------------------------ | -------------- | -------------- | -------- |
| P        | Bojan Popović            | Stella Rossa   | fine contratto |          |
| AC       | Martin Rančík            | Free agent     | fine contratto |          |
| AG       | Guillermo Rejón          | Murcia         | fine contratto |          |
| C        | Iñaki de Miguel          | Las Rozas      | fine contratto |          |
| G        | Kenny Hasbrouck          | EWE Oldenburg  | fine contratto |          |
| P        | Thomas Heurtel           | Saski Baskonia | fine contratto |          |
| C        | Martynas Andriuškevičius | PAOK Salonicco | fine contratto |          |
| AG       | Justin Doellman          | Manresa        | fine contratto |          |
| G        | Carlos Cazorla           |                | ritirato       |          |
| AG       | David Guardia            | Óbila          | fine contratto |          |

### Dopo l'inizio della stagione
| Acquisti | Acquisti     | Acquisti         | Acquisti         | Acquisti   |
| R.       | Nome         | da               | Data             | Modalità   |
| -------- | ------------ | ---------------- | ---------------- | ---------- |
| PG       | Tyrone Ellis | Free agent       | 9 novembre 2011  | definitivo |
| G        | Andy Rautins | Dallas Mavericks | 21 dicembre 2011 | definitivo |
| P        | Nacho Ordín  | S. Josep Girona  | 15 maggio 2012   | definitivo |

| Cessioni | Cessioni      | Cessioni    | Cessioni         | Cessioni    |
| R.       | Nome          | a           | Data             | Modalità    |
| -------- | ------------- | ----------- | ---------------- | ----------- |
| G        | Jeremy Hazell | Free agent  | 9 novembre 2011  | rescissione |
| AG       | Kyle Singler  | Real Madrid | 30 novembre 2011 | definitivo  |